# プリン・ス2
『プリン・ス2』は、一部日本テレビ系列局ほかで放送されていた日本海テレビ・ティスエンタテイメント制作（前者はノンクレジット扱い）の音楽番組である。製作局の日本海テレビでは2008年4月1日から2009年3月31日まで放送された。

## 概要
それまで同時間帯で放送されていた『プリン・ス』のリニューアル版で、MCも同様に東京プリンの2人と渋谷亜希が務めていた。リニューアルした理由は、「番組6周年を機にタイトルを変えない？」とスタッフが言ったことからだった。
この番組も収録は毎回2本撮りで、収録は東京渋谷のJ-POP CAFE SHIBUYA、avexインタビュールーム、a-baseのいずれかで行われていた。キャッチコピーは「陽気な最新音楽情報番組」で、コーナーが一部リニューアルされた（「牧野のコレを聴け!」→「princecheck」、「ドルチェ」→「牧野プレゼンツ・ログともコーナー」→「プリン・ス 女性の医学」→「牧野隆志のpick up エンターテイメント」）。また、『プリン・ス』時代に比べてテロップを出す頻度が高くなった。
番組の始まりには、カウキャッチャーとしてエイベックスのCMが流れていた。 

## 出演者
全員『プリン・ス』からの継続出演者である。

### MC
- 牧野隆志（東京プリン）
- 伊藤洋介（東京プリン）
- 渋谷亜希

### ナレーター
- AYA

## 放送局
| 放送対象地域   | 放送局                   | 系列           | 放送日時                 | 備考   |
| -------------- | ------------------------ | -------------- | ------------------------ | ------ |
| 鳥取県・島根県 | 日本海テレビ             | 日本テレビ系列 | 火曜 25時04分 - 25時34分 | 製作局 |
| 北海道         | 札幌テレビ               | 日本テレビ系列 | 水曜 26時09分 - 26時39分 |        |
| 青森県         | 青森放送                 | 日本テレビ系列 | 月曜 24時29分 - 24時59分 |        |
| 岩手県         | テレビ岩手               | 日本テレビ系列 | 金曜 24時55分 - 25時25分 |        |
| 宮城県         | ミヤギテレビ             | 日本テレビ系列 | 水曜 25時00分 - 25時30分 |        |
| 秋田県         | 秋田放送                 | 日本テレビ系列 | 日曜 26時25分 - 26時55分 |        |
| 山形県         | 山形放送                 | 日本テレビ系列 | 火曜 25時04分 - 25時34分 |        |
| 福島県         | 福島中央テレビ           | 日本テレビ系列 | 火曜 25時55分 - 26時25分 |        |
| 山梨県         | 山梨放送                 | 日本テレビ系列 | 月曜 25時04分 - 25時34分 |        |
| 新潟県         | テレビ新潟               | 日本テレビ系列 | 火曜 24時59分 - 25時29分 |        |
| 長野県         | テレビ信州               | 日本テレビ系列 | 水曜 24時59分 - 25時29分 |        |
| 静岡県         | 静岡第一テレビ           | 日本テレビ系列 | 火曜 25時59分 - 26時29分 |        |
| 富山県         | 北日本放送               | 日本テレビ系列 | 火曜 25時25分 - 25時55分 |        |
| 石川県         | テレビ金沢               | 日本テレビ系列 | 日曜 26時01分 - 26時31分 |        |
| 福井県         | 福井放送                 | 日本テレビ系列 | 木曜 25時33分 - 26時03分 |        |
| 広島県         | 広島テレビ               | 日本テレビ系列 | 土曜 26時05分 - 26時35分 |        |
| 山口県         | 山口放送                 | 日本テレビ系列 | 月曜 24時59分 - 25時29分 |        |
| 香川県・岡山県 | 西日本放送               | 日本テレビ系列 | 木曜 26時04分 - 26時34分 |        |
| 愛媛県         | 南海放送                 | 日本テレビ系列 | 火曜 25時05分 - 25時35分 |        |
| 高知県         | 高知放送                 | 日本テレビ系列 | 木曜 25時33分 - 26時03分 |        |
| 福岡県         | 福岡放送                 | 日本テレビ系列 | 水曜 25時39分 - 26時09分 |        |
| 長崎県         | 長崎国際テレビ           | 日本テレビ系列 | 水曜 24時59分 - 25時29分 |        |
| 熊本県         | くまもと県民テレビ       | 日本テレビ系列 | 火曜 25時39分 - 26時09分 |        |
| 鹿児島         | 鹿児島読売テレビ         | 日本テレビ系列 | 日曜 25時25分 - 25時55分 |        |
| 宮崎県         | 宮崎放送                 | TBS系列        | 土曜 25時40分 - 26時07分 |        |
| 中京広域圏     | 名古屋テレビ（メ〜テレ） | テレビ朝日系列 | 金曜 26時50分 - 27時20分 |        |
| 大分県         | 大分朝日放送             | テレビ朝日系列 | 月曜 25時45分 - 26時15分 |        |
| 神奈川県       | テレビ神奈川             | 独立UHF局      | 月曜 24時45分 - 25時15分 |        |
| 兵庫県         | サンテレビ               | 独立UHF局      | 金曜 18時00分 - 18時30分 |        |

| 日本海テレビ 火曜深夜自主制作枠 | 日本海テレビ 火曜深夜自主制作枠       | 日本海テレビ 火曜深夜自主制作枠 |
| 前番組                          | 番組名                                | 次番組                          |
| ------------------------------- | ------------------------------------- | ------------------------------- |
| プリン・ス                      | プリン・ス2 （2008年4月 - 2009年3月） | メロjpでいこう!                 |